# Lo Montet daus Monges
Lo Montet (francès Le Montet) és un municipi francès, situat al departament de l'Alier i a la regió d'Alvèrnia-Roine-Alps. L'any 2007 tenia 510 habitants.

## Demografia

### Població
El 2007 la població de fet de Le Montet era de 510 persones. Hi havia 184 famílies de les quals 68 eren unipersonals (24 homes vivint sols i 44 dones vivint soles), 60 parelles sense fills i 56 parelles amb fills.
La població ha evolucionat segons el següent gràfic:
Habitants censats

### Habitatges
El 2007 hi havia 248 habitatges, 195 eren l'habitatge principal de la família, 12 eren segones residències i 42 estaven desocupats. 194 eren cases i 54 eren apartaments. Dels 195 habitatges principals, 109 estaven ocupats pels seus propietaris, 79 estaven llogats i ocupats pels llogaters i 7 estaven cedits a títol gratuït; 8 tenien dues cambres, 46 en tenien tres, 75 en tenien quatre i 66 en tenien cinc o més. 119 habitatges disposaven pel capbaix d'una plaça de pàrquing. A 101 habitatges hi havia un automòbil i a 69 n'hi havia dos o més.

### Piràmide de població
La piràmide de població per edats i sexe el 2009 era:
| Homes | Edats   | Dones |
| ----- | ------- | ----- |
| 0     | 95 o +  | 16    |
| 4     | 90 a 94 | 20    |
| 12    | 85 a 89 | 12    |
| 0     | 80 a 84 | 12    |
| 36    | 75 a 79 | 12    |
| 20    | 70 a 74 | 32    |
| 16    | 65 a 69 | 24    |
| 12    | 60 a 64 | 12    |
| 8     | 55 a 59 | 16    |
| 20    | 50 a 54 | 12    |
| 4     | 45 a 49 | 4     |
| 4     | 40 a 44 | 20    |
| 16    | 35 a 39 | 4     |
| 12    | 30 a 34 | 8     |
| 8     | 25 a 29 | 16    |
| 32    | 20 a 24 | 0     |
| 16    | 15 a 19 | 8     |
| 4     | 10 a 14 | 12    |
| 8     | 5 a 9   | 8     |
| 4     | 0 a 4   | 12    |

## Economia
El 2007 la població en edat de treballar era de 256 persones, 191 eren actives i 65 eren inactives. De les 191 persones actives 166 estaven ocupades (91 homes i 75 dones) i 25 estaven aturades (15 homes i 10 dones). De les 65 persones inactives 30 estaven jubilades, 16 estaven estudiant i 19 estaven classificades com a «altres inactius».

### Ingressos
El 2009 a Le Montet hi havia 195 unitats fiscals que integraven 406 persones, la mediana anual d'ingressos fiscals per persona era de 16.874 €.

### Activitats econòmiques
Dels 43 establiments que hi havia el 2007, 2 eren d'empreses alimentàries, 2 d'empreses de fabricació d'altres productes industrials, 7 d'empreses de construcció, 8 d'empreses de comerç i reparació d'automòbils, 5 d'empreses de transport, 2 d'empreses d'hostatgeria i restauració, 3 d'empreses financeres, 2 d'empreses de serveis, 7 d'entitats de l'administració pública i 5 d'empreses classificades com a «altres activitats de serveis».
Dels 21 establiments de servei als particulars que hi havia el 2009, 1 era una oficina d'administració d'Hisenda pública, 1 gendarmeria, 1 oficina de correu, 2 oficines bancàries, 1 funerària, 2 tallers de reparació d'automòbils i de material agrícola, 1 autoescola, 2 guixaires pintors, 1 fusteria, 2 lampisteries, 2 electricistes, 1 perruqueria, 1 veterinari, 1 restaurant, 1 agència immobiliària i 1 saló de bellesa.
Dels 6 establiments comercials que hi havia el 2009, 1 era un supermercat, 1 una fleca, 2 carnisseries, 1 un drogueria i 1 una floristeria.
L'any 2000 a Le Montet hi havia 6 explotacions agrícoles.

## Equipaments sanitaris i escolars
L'únic equipament sanitari que hi havia el 2009 era una farmàcia.
El 2009 hi havia una escola elemental integrada dins d'un grup escolar amb les comunes properes formant una escola dispersa.

## Poblacions més properes
El següent diagrama mostra les poblacions més properes.